# 塙政則

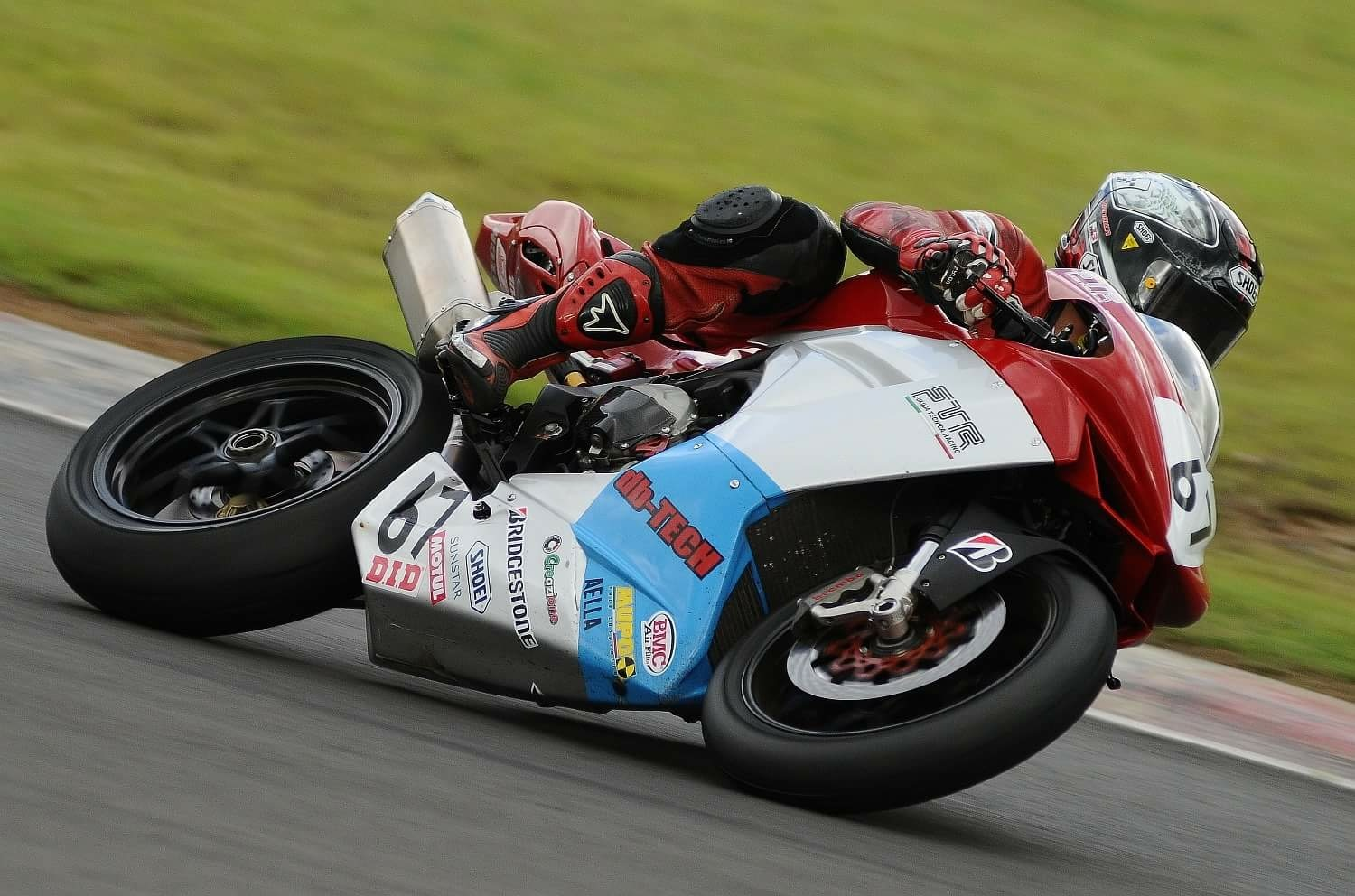
MV AGUSTA F3-675

塙 政則（はなわ まさのり、1969年8月8日 - ）は、宮城県仙台市出身のオートバイ・ロードレースライダーである。

## 略歴
- 1992年
  - ロードレース国際A級昇格
  - WSBK 日本ラウンドスポット参戦（決勝17位）
  - 全日本ロードレース選手権TT F1クラス（フル参戦、シリーズランキング33位）
  - 鈴鹿8時間耐久ロードレース（決勝14位、ペアライダー：吉川和多留）
- 1993年 
  - 全日本ロードレース選手権スーパーバイククラス（フル参戦、シリーズランキング19位）
  - 鈴鹿8時間耐久ロードレース（リタイヤ）
- 1994年
  - 鈴鹿8時間耐久ロードレース（決勝23位）
- 1999年
  - WSBK 日本ラウンドの前座、ツインレースへBIMOTA SB8Rにて参戦（予選：1位、決勝：優勝）
  - SUGO 6時間耐久ロードレース（2位）
- 2000年
  - SUGO 6時間耐久ロードレース（優勝、ペアライダー：須貝義行）
- 2001年
  - SUGO 6時間耐久ロードレース（3位、ペアライダー：須貝義行）
- 2002年
  - SUGO 6時間耐久ロードレース（優勝、ペアライダー：中村実）
- 2010年
  - 岡山国際サーキット ユーロファイタークラスへBIMOTA DB5にて参戦（予選：1位、決勝：優勝）
- 2015年
  - SUGOロードレース選手権ST600クラスへMV AGUSTA F3-675にて参戦を始める。
- 2016年
  - SUGOロードレース選手権ST600クラスへ参戦
  - 23年ぶりに全日本ロードレース選手権ST600クラス SUGOへスポット参戦（予選：25位、決勝：リタイヤ）
- 2017年
  - 全日本ロードレース選手権ST600クラス へスポット参戦予定